# Ghislain Bulteel
Pour les articles homonymes, voir Bulteel.
Ghislain Bulteel, né à Ypres en 1591 et mort à Rome en 1668, est un théologien.

## Biographie
Bulteel est admis en 1618 dans l'ordre des Carmes déchaussés de Bruxelles. Il est élu général de son ordre à Rome en 1656.
Réputé comme théologien et comme orateur, il fait publier une traduction des opuscules de saint Jean de la Croix en 1639 à Cologne.